# Macrocentrus brevicaudifer
Macrocentrus brevicaudifer är en stekelart som beskrevs av Van Achterberg 1979. Macrocentrus brevicaudifer ingår i släktet Macrocentrus och familjen bracksteklar. Inga underarter finns listade i Catalogue of Life.